# كايت عبده
كايت عبده (بالإنجليزية: Kate Abdo)‏ هي صحفية بريطانية، وُلدت في الثامن من سبتمبر لعام 1981 باسم كايت جيليس. كانت تعمل مقدمة برامج في القناة المشفرة سكاي سبورت الألمانية، ولكنها تعمل منذ عام 2014 في قناة سكاي الرياضية في لندن

## حياتها
حصلت كايت في عام 2003 على درجة علمية في الترجمة التحريرية والفورية بعد دراسة لمد عامين في جامعة مالقة في اسبانيا، و بعد ذلك اتمت دراسة اللغة الإسبانية والفرنسية والإنجليزية والألمانية من عام 2004 و حتى عام 2005 في جامعة سالفورد في إنجلترا.
اتمت كايت في عام 2005 تدريبًا لدى قناة دويتشه فيله في مجال رئاسة التحرير للغات الأجنبية، ومن عام 2006 و حتى عام 2007 عملت كمساعدة منتج في جول! مجلة البوندسليجا (Goal! The Bundesliga Magazine) وكانت في الوقت ذاته مقدمة أخبار الرياضة على قناة دويتشه فيله. كانت كايت هي مقدمة قرعة المجموعات في الدوري الأوروبي في موناكو في عام 2010 وعام 2011 وعام 2013. عملت كايت كمقدمة الأخبار الرياضية في برنامج الرياضة العالمية (World Sport Show) قناة سي إن إن في لندن من عام 2009 وحتى عام 2011. بدأت العمل في قناة سكاي الألمانية في الأول من أغسطس لعام 2011 حيث ساهمت في تطوير القناة بشكل كبير، وتولت وظيفة رئيسة المذيعين من الأول من ديسمبر لعام 2011 وحتى الرابع والعشرين من نوفمبر لعام 2013.
في عام 2013 عملت في قناة آر تي إل الألمانية كمقدمة لبرنامج نجم ساطع (Shooting Star). وكانت مقدمة جائزة الكرة الذهبية في زيورخ لعام 2015 و2016 متحدثة بأربع لغات خلال تقديم الحفل. قدمت مع الصحفي والمعلق السابق للدوري الألماني يوهانيس كيرنر برنامج 1000- من الرقم الأول؟ (1000 – Wer ist die Nummer 1?. )

## حياتها الشخصية
إن كايت متزوجة من رجل الأعمال الألماني رمضان عبده، وتعيش في إنجلترا وإسبانيا وفرنسا وألمانيا. كما أنها تتحدث اللغة الإنجليزية والأسبانية والفرنسية والألمانية بطلاقة.